# Rusia en el Festival de la Canción de Eurovisión
Rusia hizo su debut en el Festival de la Canción de Eurovisión en 1994. Ha participado en un total de 23 ocasiones, ganando una vez: en 2008, con Dima Bilán y su tema «Believe». Como consecuencia, organizó el Festival de Eurovisión de 2009. 
Además, Rusia ha quedado en segundo lugar en cuatro ocasiones (2000, 2006, 2012 y 2015), en tercera posición en otras cuatro ocasiones (2003, 2007, 2016 y 2019) y obtuvo un quinto puesto en 2013.
Rusia ha llevado al festival a algunos de sus artistas más célebres, entre ellos Ala Pugachova, Alsou, Serebro, t.A.T.u., Mumiy Troll, Dima Bilán, Serguéi Lázarev, Polina Gagárina y Little Big aunque estos últimos no participaron debido a la cancelación del festival de 2020.
En 2017 Yulia Samoylova fue elegida como la representante de Rusia en el Festival de la Canción de Eurovisión 2017 con su canción "Flame Is Burning", aunque su actuación en el país ucraniano no estaba garantizada. El gobierno de Ucrania le impuso un veto de tres años por haber actuado en Crimea tras su anexión a Rusia. Finalmente, Rusia no pudo participar en la edición de 2017 de Eurovisión y no se emitió el concurso en el país.
En un total de 13 veces, ha estado este país dentro del TOP-10 en una gran final (incluyendo 9 veces en el TOP-5). En 2018, por primera vez desde la introducción de las semifinales, Rusia no pasó a la final.

## Historia en el festival
La Unión Soviética no participó nunca en el Festival de Eurovisión, aunque sí lo emitía en ocasiones. Tampoco lo hacían ninguno de los países situados tras el Telón de acero, a excepción de Yugoslavia. 
Una vez cayeron las repúblicas socialistas, se abrió el camino para participar en el concurso. Las primeras en intentarlo fueron Hungría, Rumanía y Eslovaquia en 1993, pero fueron descalificadas en una semifinal previa al festival donde participaron los posibles debutantes y los nuevos países salidos de Yugoslavia. En 1994 entraron de pleno los antiguos países de Europa del Este: Estonia, Lituania, Eslovaquia, Hungría, Rumanía, Polonia y, por último, Rusia. Ese fue su debut y obtuvo el noveno puesto.
A partir de entonces solo se ha ausentado tres veces en el festival. La primera vez fue en 1996, cuando la canción rusa fue rechazada en una ronda clasificatoria previa no televisada. Dos años más tarde, Rusia fue relegada por el resultado obtenido en 1997 por Ala Pugachova. Finalmente en 1999, Rusia se ausentó de forma voluntaria. Su primer "éxito" vino de la mano del segundo puesto de Alsou en el festival de 2000. En 2003 su participación fue especialmente polémica al elegir a t.A.t.U., dúo que gozaba de gran éxito en el momento debido a sus canciones, pero también a sus puestas en escena en las que era común besarse. En el festival quisieron levantar expectación asegurando que cantarían desnudas o que se casarían en Países Bajos si ganaban. Finalmente la actuación transcurrió sin sobresalto (previa amenaza de descalificación) y quedaron en tercera posición.
En la edición de 2014 y 2015 las actuaciones de Rusia fueron abucheadas debido a la política de Vladímir Putin en materia de derechos LGTBI. El conflicto con Ucrania se manifestó en la retirada voluntaria de la edición de 2017, celebrada en Kiev y la descalificación del país por parte de la UER tras la invasión de su vecino en 2022. Por el momento, Rusia no podrá participar en Eurovision en las próximas ediciones.

## Participaciones
Leyenda
     Ganador
     Segundo puesto
     Tercer puesto
     Cuarto o quinto puesto (Top 5)
     Último puesto
| Año                            | Sede       | Artista               | Canción                                              | Final              | Pts.               | Semifinal               | Pts.                    |
| ------------------------------ | ---------- | --------------------- | ---------------------------------------------------- | ------------------ | ------------------ | ----------------------- | ----------------------- |
| 1994                           | Dublín     | Youddiph              | «Vechniy stranik» (Вечный странник)                  | 9                  | 70                 | No hubo semifinales     | No hubo semifinales     |
| 1995                           | Dublín     | Filipp Kirkórov       | «Kolybelnaya dlya vulkana» (Колыбельная для вулкана) | 17                 | 17                 | No hubo semifinales     | No hubo semifinales     |
| 1996                           | Oslo       | Andrej Kosinskij      | «Ya eto ya» (Я это я)                                | No se clasificó    | No se clasificó    | 26                      | 14                      |
| 1997                           | Dublín     | Ala Pugachova         | «Primadonna» (Примадонна)                            | 15                 | 33                 | No hubo semifinales     | No hubo semifinales     |
| No participó entre 1998 y 1999 |            |                       |                                                      |                    |                    |                         |                         |
| 2000                           | Estocolmo  | Alsou                 | «Solo»                                               | 2                  | 155                | No hubo semifinales     | No hubo semifinales     |
| 2001                           | Copenhague | Mumiy Troll           | «Lady alpine blue»                                   | 12                 | 37                 | No hubo semifinales     | No hubo semifinales     |
| 2002                           | Tallin     | Prime Minister        | «Northern girl»                                      | 10                 | 55                 | No hubo semifinales     | No hubo semifinales     |
| 2003                           | Riga       | t.A.T.u.              | «Ne ver', ne boysia» (Не верь, не бойся)             | 3                  | 164                | No hubo semifinales     | No hubo semifinales     |
| 2004                           | Estambul   | Yulia Sávicheva       | «Believe me»                                         | 11                 | 67                 | Top 11 del año anterior | Top 11 del año anterior |
| 2005                           | Kiev       | Natalia Podólskaya    | «Nobody hurt no one»                                 | 15                 | 57                 | Top 12 del año anterior | Top 12 del año anterior |
| 2006                           | Atenas     | Dima Bilán            | «Never let you go»                                   | 2                  | 248                | 3                       | 217                     |
| 2007                           | Helsinki   | Serebro               | «Song no. 1»                                         | 3                  | 207                | Top 10 del año anterior | Top 10 del año anterior |
| 2008                           | Belgrado   | Dima Bilán            | «Believe»                                            | 1                  | 272                | 3                       | 135                     |
| 2009                           | Moscú      | Anastasía Prijodko    | «Mamo» (Мамо)                                        | 11                 | 91                 | País anfitrión          | País anfitrión          |
| 2010                           | Oslo       | Peter Nalitch         | «Lost and forgotten»                                 | 11                 | 90                 | 7                       | 74                      |
| 2011                           | Düsseldorf | Alekséi Vorobiov      | «Get you»                                            | 16                 | 77                 | 9                       | 64                      |
| 2012                           | Bakú       | Buránovskiye Bábushki | «Party for everybody»                                | 2                  | 259                | 1                       | 152                     |
| 2013                           | Malmö      | Dina Garípova         | «What if»                                            | 5                  | 174                | 2                       | 156                     |
| 2014                           | Copenhague | Hermanas Tolmachevy   | «Shine»                                              | 7                  | 89                 | 6                       | 63                      |
| 2015                           | Viena      | Polina Gagarina       | «A million voices»                                   | 2                  | 303                | 1                       | 182                     |
| 2016                           | Estocolmo  | Serguéi Lázarev       | «You are the only one»                               | 3                  | 491                | 1                       | 342                     |
| 2017                           | Kiev       | Yulia Samóilova       | «Flame is burning»                                   | Retirado           | Retirado           | Retirado                | Retirado                |
| 2018                           | Lisboa     | Yulia Samóilova       | «I won’t break»                                      | No se clasificó    | No se clasificó    | 15                      | 65                      |
| 2019                           | Tel Aviv   | Serguéi Lázarev       | «Scream»                                             | 3                  | 369                | 6                       | 217                     |
| 2020                           | Róterdam   | Little Big            | «Uno»                                                | Festival cancelado | Festival cancelado | Festival cancelado      | Festival cancelado      |
| 2021                           | Róterdam   | Manizha               | «Russian woman»                                      | 9                  | 204                | 3                       | 225                     |
| No participó entre 2022 y 2025 |            |                       |                                                      |                    |                    |                         |                         |

## Festivales organizados en Rusia
| Edición                                   | Ciudad sede | Localización      | Presentandores                                                              |
| ----------------------------------------- | ----------- | ----------------- | --------------------------------------------------------------------------- |
| Festival de la Canción de Eurovisión 2009 | Moscú       | Estadio Olimpiski | Semifinales: Natalia Vodiánova y Andrey Malahov; Final: Alsou y Iván Úrgant |

## Votación de Rusia
Hasta su última participación, en 2021, la votación de Rusia ha sido:
| Más puntos otorgados solo en la gran final | Más puntos otorgados solo en la gran final | Más puntos otorgados solo en la gran final |
| Pos.                                       | País                                       | Puntos                                     |
| ------------------------------------------ | ------------------------------------------ | ------------------------------------------ |
| 1                                          | Azerbaiyán                                 | 124                                        |
| 2                                          | Ucrania                                    | 108                                        |
| 3                                          | Armenia                                    | 91                                         |
| 4                                          | Moldavia                                   | 79                                         |
| 5                                          | Grecia                                     | 76                                         |

| Más puntos otorgados en semifinales y final | Más puntos otorgados en semifinales y final | Más puntos otorgados en semifinales y final |
| Pos.                                        | País                                        | Puntos                                      |
| ------------------------------------------- | ------------------------------------------- | ------------------------------------------- |
| 1                                           | Azerbaiyán                                  | 213                                         |
| 2                                           | Armenia                                     | 187                                         |
| 3                                           | Moldavia                                    | 185                                         |
| 4                                           | Ucrania                                     | 172                                         |
| 5                                           | Grecia                                      | 119                                         |
| 5                                           | Noruega                                     | 119                                         |

| Más puntos recibidos solo en la final | Más puntos recibidos solo en la final | Más puntos recibidos solo en la final |
| Pos.                                  | País                                  | Puntos                                |
| ------------------------------------- | ------------------------------------- | ------------------------------------- |
| 1                                     | Estonia                               | 187                                   |
| 2                                     | Letonia                               | 175                                   |
| 3                                     | Bielorrusia                           | 166                                   |
| 4                                     | Israel                                | 151                                   |
| 5                                     | Moldavia                              | 148                                   |

| Más puntos recibidos en semifinales y final | Más puntos recibidos en semifinales y final | Más puntos recibidos en semifinales y final |
| Pos.                                        | País                                        | Puntos                                      |
| ------------------------------------------- | ------------------------------------------- | ------------------------------------------- |
| 1                                           | Moldavia                                    | 267                                         |
| 2                                           | Estonia                                     | 251                                         |
| 3                                           | Letonia                                     | 240                                         |
| 4                                           | Azerbaiyán                                  | 220                                         |
| 5                                           | Armenia                                     | 217                                         |

## 12 puntos
- Rusia ha dado los 12 puntos a:

### Final (1994 - 2003)
| Año                                   | País        |
| ------------------------------------- | ----------- |
| 1994                                  | Irlanda     |
| 1995                                  | Noruega     |
| No se clasificó para la final de 1996 |             |
| 1997                                  | Reino Unido |
| No participó entre 1998 y 1999        |             |
| 2000                                  | Dinamarca   |
| 2001                                  | Francia     |
| 2002                                  | Rumanía     |
| 2003                                  | Rumanía     |

| Año                                  | País                                 | Año  | País        |
| ------------------------------------ | ------------------------------------ | ---- | ----------- |
| No retransmitió la semifinal de 2004 | No retransmitió la semifinal de 2004 | 2010 | Bielorrusia |
| 2005                                 | Moldavia                             | 2011 | Finlandia   |
| 2006                                 | Armenia                              | 2012 | Moldavia    |
| 2007                                 | Bielorrusia                          | 2013 | Moldavia    |
| 2008                                 | Armenia                              | 2014 | Armenia     |
| 2009                                 | Azerbaiyán                           | 2015 | Armenia     |

| Año                     | Jurado   | Televoto   | Conjunto   |
| ----------------------- | -------- | ---------- | ---------- |
| 2016                    | Armenia  | Armenia    | Armenia    |
| No participó en 2017    |          |            |            |
| 2018                    | Moldavia | Moldavia   | Moldavia   |
| 2019                    | Rumanía  | Azerbaiyán | Azerbaiyán |
| 2021                    | Malta    | Ucrania    | Malta      |
| No participa desde 2022 |          |            |            |

| Año  | País        | Año  | País        |
| ---- | ----------- | ---- | ----------- |
| 2004 | Ucrania     | 2010 | Armenia     |
| 2005 | Malta       | 2011 | Azerbaiyán  |
| 2006 | Armenia     | 2012 | Suecia      |
| 2007 | Bielorrusia | 2013 | Azerbaiyán  |
| 2008 | Armenia     | 2014 | Bielorrusia |
| 2009 | Noruega     | 2015 | Italia      |

| Año                     | Jurado     | Televoto   | Conjunto   |
| ----------------------- | ---------- | ---------- | ---------- |
| 2016                    | Armenia    | Armenia    | Armenia    |
| No participó en 2017    |            |            |            |
| 2018                    | Moldavia   | Moldavia   | Moldavia   |
| 2019                    | Azerbaiyán | Azerbaiyán | Azerbaiyán |
| 2021                    | Moldavia   | Chipre     | Italia     |
| No participa desde 2022 |            |            |            |

## Galería de imágenes
|                                  |
| Julia Savicheva en Estambul 2004 |

|                           |
| Serebro, en Helsinki 2007 |

|                                                     |
| Dima Bilán, ganador del Festival de Eurovisión 2008 |

|                                    |
| Anastasía Prijodko en Moscú (2009) |

|                                          |
| Peter Nalitch and Friends en Oslo (2010) |

|                                       |
| Alekséi Vorobiov en Düsseldorf (2011) |

|                               |
| Dina Garipova en Malmö (2013) |

|                                              |
| Las hermanas Tolmachovy en Copenhague (2014) |

|                                 |
| Polina Gagárina en Viena (2015) |

|                                     |
| Serguéi Lázarev en Estocolmo (2016) |

|                                  |
| Yulia Samoylova en Lisboa (2018) |

|                                    |
| Serguéi Lázarev en Tel Aviv (2019) |

|                            |
| Manizha en Róterdam (2021) |